# 加蒂奈
加蒂奈（法語：Gâtinais，法語發音：[ɡatinɛ]）是法国的一个古伯国与传统地区，大致对应今天的卢瓦雷省（位于中央-盧瓦爾河谷大區）、塞纳-马恩省、埃松省（位于法蘭西島大區）和约讷省（位于勃艮第-弗朗什-孔泰大区）。